# Ormányos tücsök
Az ormányos tücsök (Boreus westwoodi) a rovarok (Insecta) osztályának a csőrösrovarok (Mecoptera) rendjéhez, ezen belül a hótücsökfélék (Boreidae) családjához tartozó faj.

## Elterjedése
Az ormányos tücsök egész Európában megtalálható.

## Megjelenése
Az ormányos tücsök 0,3-0,4 centiméter hosszú. A szárnyatlanság az élőhelyhez való alkalmazkodás következménye. A csőrösrovarok rendjébe tartozik, melyek közös jellemzője rendkívül hosszúra nyúlt fejpajzsuk csőrszerű alakulása. A hosszú hátulsó lábak az ugró, szökdelő mozgásra szolgálnak, ezért Németországban „hóbolhá”-nak is nevezik. A nőstényt hosszú tojócsövéről ismerhetjük fel.

## Életmódja
Az ormányos tücsök nyílt mezők, elegyes erdők, kertek és parkok lakója. Magyarországon erdős vidékeken, patakok partján él, és februárban, márciusban látható. Az ormányos tücsköt az örök hóban, gleccsereken, a síkvidékeken pedig télen a jégen és havon találhatjuk meg. Csak -5 Celsius fokos hőmérsékleten válik tevékennyé. Az ormányos tücskök elpusztult kis rovarokat keresgélnek a jégen és a havon, de mohákkal és más növényekkel is táplálkoznak. Az emésztés már a száj előtt megkezdődik: táplálékukra nyálat juttatnak, ami azt rövid idő alatt feloldja.